# Piper PA-23 Aztec
El Piper PA-23, conocido como Apache y posteriormente Aztec, fue un avión bimotor monoplano. Fue la primera aeronave de dos motores construida por la compañía estadounidense Piper Aircraft.

## Desarrollo
Originalmente, el diseño fue llamado “Twin-Stinson” y fue diseñado como un monoplano con la estructura totalmente metálica, ala baja y cuatro asientos con una deriva doble. El primer vuelo del prototipo fue el 2 de marzo de 1952. El prototipo fue llamado PA-23, acomodándose a la nomenclatura numérica de Piper. Fue rediseñado con un único estabilizador vertical y el fuselaje trasero totalmente metálico, y fue renombrado cuando entró en producción como Apache 150 en 1954; se construyeron 1231 unidades. 
En 1958 comenzó la producción del Apache 160, aumentando de potencia de los motores a 119 kW (160 hp). Fueron construidos 816 ejemplares, siendo sustituidos después por el Apache 235, que tenía motores de 235 hp.
El descenso en las ventas del PA-23 Apache propició un rediseño copiado, el PA-23-250 Aztec, con motores de 186 kW (250 hp) de la compañía Lycoming. Los primeros modelos fueron entregados con motores carburados O-540 de Lycoming. Estos primeros modelos llevaban una configuración de cinco asientos, disponible a partir de 1959. Los modelos posteriores del Aztec fueron equipados con motores de inyección de gasolina IO-540 y con capacidad para seis asientos, manteniéndose en producción hasta 1981. También hubo versiones turbo propulsadas en modelos posteriores, que permitían volar a grandes altitudes.
Entre otros aviones ligeros con dos motores de su generación, el Aztec fue conocido por su buena carga de tracción, su gran durabilidad, su fácil manejo, rendimiento respetable de los motores, alto consumo de combustible y un fuselaje con un alto índice de resistencia. Parte de esta resistencia era debida al uso del diseño alar básico (aunque con dimensiones y construcción sustancialmente diferentes) como en la serie de aeronaves Piper Cub. El perfil alar del Piper Cub dio al Aztec mejores características de operación en campos cortos, a cambio de bajo rendimiento a velocidades de crucero.
La Armada de los Estados Unidos, compró 20 Aztec, designados como UO-1, cambiado a U-11A cuando se unificaron las designaciones en 1962.

## Diseño

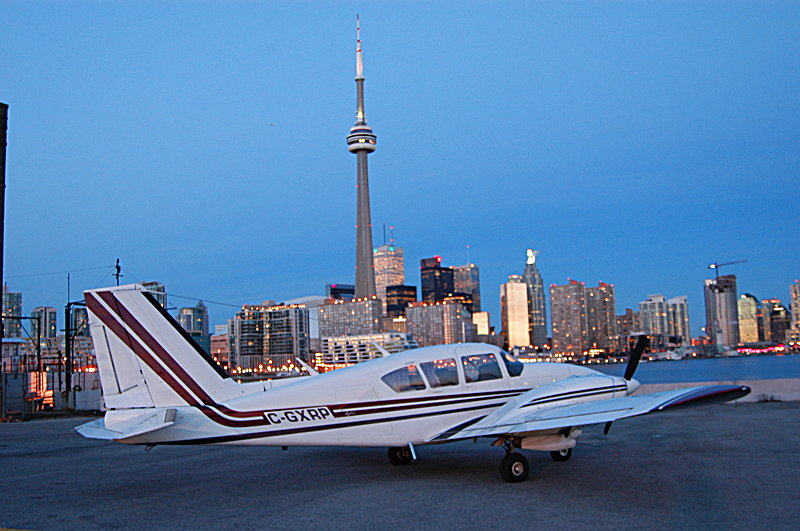
Piper Aztec en Toronto.

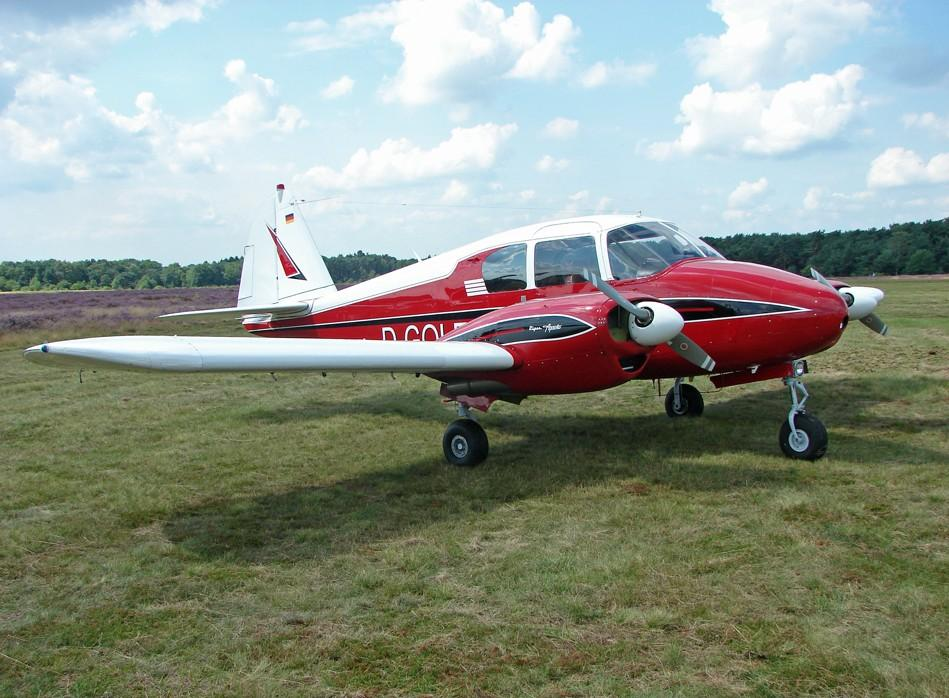
Piper PA-23-160.

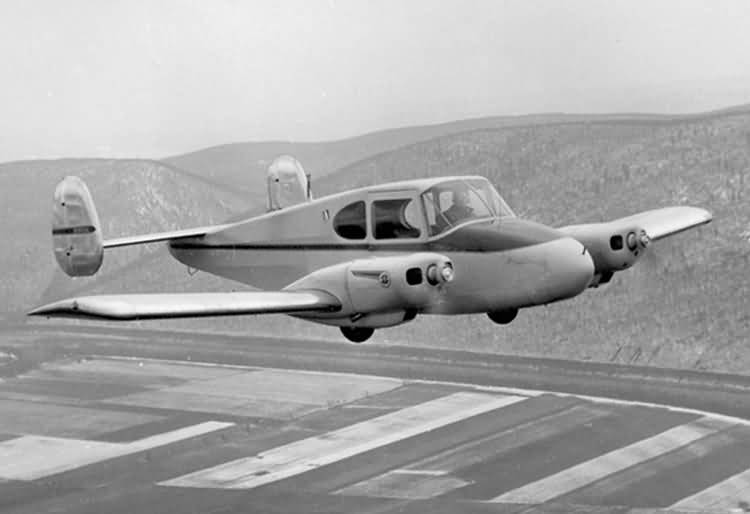
Piper PA-23 Apache.

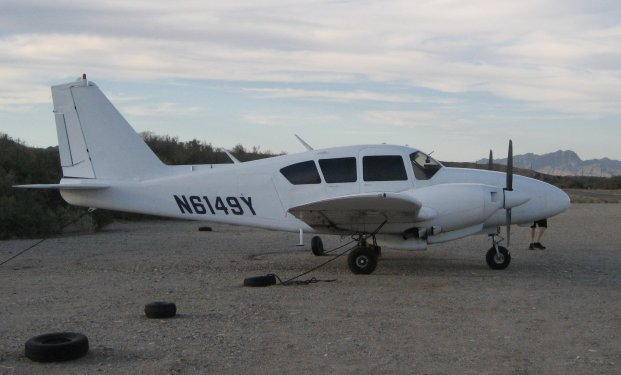
Piper PA-23C Aztec.

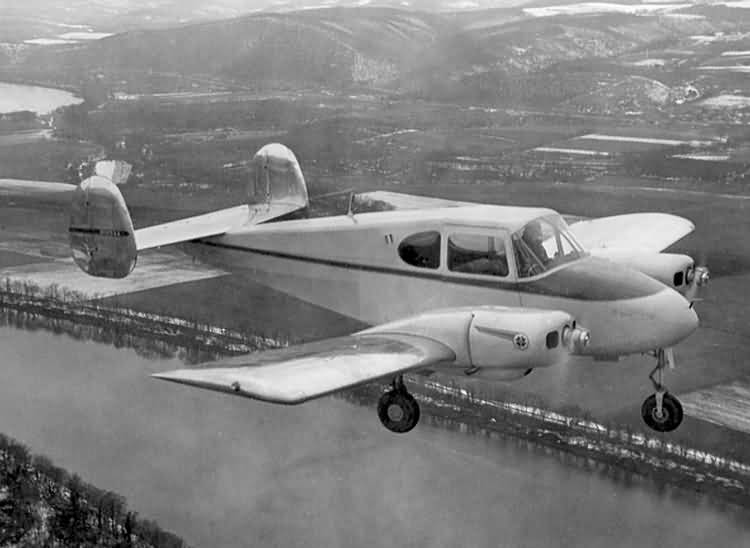
Piper PA-23 Apache.

### Estructuras
El fuselaje se compone de dos secciones básicas. La sección anterior, que se extiende desde el punto delantero del morro a un punto situado exactamente detrás del lado más atrasado de las ventana; la estructura del fuselaje es tubular o del tipo de celosía con mamparos, perfiles en “u” y larguerillos. La sección posterior del fuselaje es de construcción del tipo semimonocasco. Cada plano alar es completamente metálico, en voladizo, de construcción tipo multilarguero, con costillas, recubierto con revestimiento resistente. Instalados en cada ala, exactamente detrás del larguero principal central, se encuentran dos depósitos de combustible del tipo vejiga. Sujetos a cada ala se encuentran el motor, alerón, flap y tren de aterrizaje.
El empenaje consta de un estabilizador horizontal de dos piezas (móvil y fija). El estabilizador vertical, timón de dirección y estabilizador (móvil y fijo) incorporan dos largueros principales unidos al conjunto del mamparo posterior del fuselaje.	

### Superficies de control
Los mandos de vuelo fundamentales de los aviones de las series PA-23 son del tipo convencional, accionados por medio de pedales de dirección y volantes de mandos dobles. Un sistema de cables, poleas, varillas de mando y palancas acodadas, traslada el movimiento de la rueda de mando, palanca de mando y pedales de dirección a los alerones, estabilizador y timón de dirección.

### Tren de aterrizaje
El sistema del tren de aterrizaje triciclo es de amortiguadores del tipo oleoneumático, aire-aceite, que funciona hidráulicamente y es completamente retráctil, plegándose el tren del morro hacia atrás en el interior de la sección de morro, y el tren principal hacia adelante en el interior de las góndolas del motor. En los modelos PA-23-235 y PA-23-250 (seis plazas), las compuertas se accionan mediante un mecanismo articulado, pero no ocultan totalmente el tren de aterrizaje cuando está plegado; en modelos superiores las compuertas son accionadas hidráulicamente y ocultan completamente el tren cuando está plegado. La rueda de morro puede orientarse a lo largo de un arco de 30° mediante la utilización de los pedales del timón de dirección. Los frenos se accionan hidráulicamente mediante cilindros principales, montados a la izquierda (opcional a la derecha) del conjunto de pedales de dirección.

### Grupo motopropulsor
Los aviones PA-23 están dotados con dos motores Lycoming O-540 o IO-540 de seis cilindros horizontalmente opuestos, sin reductor (accionamiento directo), refrigerados por aire y proyectados para funcionar con combustible de aviación de grado de octanaje de 91/96 (mínimo). Las carenas encierran completamente a los motores. La carena, construida en voladizo, va unida al mamparo cortafuegos. Las persianas del capó constituyen una parte integral del capó inferior y son accionadas a través de un varillaje mecánico. Las hélices son Hartzell de puesta en bandera total, velocidad constante, cada una de las cuales está controlada por un regulador montado sobre el motor y alimentado por aceite a través del eje de la hélice, a varias presiones.

### Sistema de combustible
El sistema de combustible está contenido en dos unidades independientes que permiten a cada motor tener su propio suministro de combustible. Los sistemas esta conectados únicamente por una alimentación cruzada que permitirá al combustible pasar de uno de los juegos de depósito de combustible que alimente un motor al del motor del lado opuesto, en el caso de emergencia.
Los depósitos de combustible son del tipo flexible instalados en cavidades situadas en el interior de las alas, con una capacidad de 36 galones U.S. en los depósitos interiores (principales). Los depósitos exteriores (auxiliares) tienen también una capacidad de 36 galones U.S. cada uno.

### Sistema eléctrico
La energía eléctrica esta suministrada mediante un sistema eléctrico de masa negativa, cable eléctrico unipolar, corriente continua y tensión de 12 o 24 voltios. Uno o dos baterías de 12 voltios están incorporadas en el sistema para suministrar energía eléctrica durante el arranque, y como fuente de reserva, en el caso de que el generador o el alternador fallasen. El sistema consta de dos generadores de entre 50 y 70 amperios arrastrados por el motor. Una toma de corriente exterior se puede proporcionar como equipo opcional en el morro del avión, para el uso de energía eléctrica exterior durante el funcionamiento en tiempo frío.

### Sistema de calefacción y ventilación
El flujo de aire para la calefacción y descongelación se toma a través de una entrada situada en la sección de morro del avión y es dirigida hacia el calentador Janitrol o South Winder, situado en el lado izquierdo de la sección del morro. Desde el calentador, el aire para la descongelación se dirige a través de salidas situadas en la cubierta del tablero de instrumentos, mientras el aire para la calefacción de cabina se suministrara a través de salidas situadas en el mamparo delantero de la cabina y rejillas situadas en el piso.

## Variantes

### Apache
PA-23 Twin-Stinson
Designación original del Piper PA-23 Apache.
PA-23 Apache
Versión de producción inicial, construidos 2047 ejemplares (incluyendo los Apache E, G y H).
PA-23-150 Apache B
Variante de 1955 con cambios menores.
PA-23-150 Apache C
Variante de 1956 con cambios menores.
PA-23-150 Apache D
Variante de 1957 con cambios menores.
PA-23-160 Apache E
PA-23 propulsado por dos motores O-320-B de 160 hp.
PA-23-160 Apache G
PA-23 con la cabina alargada y una ventana extra.
PA-23-160 Apache H
Apache G con motores O-320-B2B y cambios menores.
PA-23-235 Apache 235
Aztec con cinco asientos y motores de 235 hp, O-540, 118 construidos.
PA-23-250 Aztec
Apache G con modificaciones en el fuselaje trasero; estabilizador vertical y timón de cola nuevos, y motores Lycoming O-540-A1D de 250 hp, 4811 construidos.
Seguin Geronimo
Apache con una serie de modificaciones en los motores, morro y cola.

### Aztec
PA-23-250 Aztec B
Aztec con el morro alargado para un compartimento de equipaje, seis asientos, nuevo panel de instrumentos y cambios de sistema.
PA-23-250 Aztec C y Aztec C Turbo
Aztec B con motores IO-540-C4B5 o motores turbo propulsados opcionales TIO-540-C4B5, también modificadas las góndolas del motor y el tren de aterrizaje.
PA-23-250 Aztec D y Aztec D Turbo
Aztec B con panel de instrumentos y controles revisados.
PA-23-250 Aztec E y Aztec E Turbo
Aztec D con morro puntiagudo alargado y un solo parabrisas.
PA-23-250 Aztec F y Aztec F Turbo
Aztec E con sistemas mejorados, y las extensiones del borde del ala y la punta del plano de cola inclinados.
UO-1
Designación de la Armada estadounidense para el PA-23-250 Aztec con equipamiento adicional.
U-11A
Redesignación del UO-1.
PA-41P Pressurized Aztec
Concepto Aztec Presurizado, uno construido.

## Operadores

Operadores militares Piper PA-23..

### Militares
Argentina
 Bolivia
 Camerún
 Colombia
 El Salvador
- Fuerza Aérea Salvadoreña

 España
- Ejército del Aire de España

 Estados Unidos
- Armada de los Estados Unidos

 Madagascar
 México
 Venezuela

### Gubernamentales
Costa Rica

## Especificaciones (PA-23-250F, normalmente aspirado)
Referencia datos: Jane's All The World's Aircraft 1976–77

### Características generales
- Tripulación: Uno (piloto)
- Capacidad: Cinco pasajeros
- Longitud: 9,5 m (31,2 ft)
- Envergadura: 11,3 m (37,2 ft)
- Altura: 3,2 m (10,3 ft)
- Superficie alar: 19,3 m² (207,5 ft²)
- Perfil alar: USA 35B (modificado)
- Peso vacío: 1442 kg (3178,2 lb)
- Peso máximo al despegue: 2359 kg (5199,2 lb)
- Planta motriz: 2× motor bóxer de seis cilindros normalmente aspirado refrigerado por aire Lycoming IO-540-C4B5.
  - Potencia: 190 kW (262 HP; 258 CV) cada uno.
- Hélices: 1× Hartzell HC-E2YK-2RB bipala de velocidad constante por motor.
- Capacidad de combustible: 530 l (uso normal, depósitos extra opcionales con 150 l)
- Carrera de despegue para 15 m: 517 m (1695 pies)
- Carrera de aterrizaje desde 15 m: 517 m (1695 pies)
- Alargamiento: 6,8:1

### Rendimiento
- Velocidad nunca excedida (Vne): 446 km/h (277 MPH; 241 kt)
- Velocidad máxima operativa (Vno): 346 km/h (215 MPH; 187 kt)
- Velocidad crucero (Vc): 277 km/h (172 MPH; 150 kt) a 3100 m (10 200 pies) (crucero de largo alcance)
- Velocidad de entrada en pérdida (Vs): 109 km/h (68 MPH; 59 kt)
- Alcance: 2445 km (1320 nmi; 1519 mi)
- Techo de vuelo: 5780 m (18 963 ft) (absoluto)
- Régimen de ascenso: 7,1 m/s (1398 ft/min)

## Aeronaves relacionadas

### Aeronaves similares
- Let L-200 Morava
- Cessna 310
- Beech Baron
- Beechcraft Travel Air
- Beechcraft Twin Bonanza
- Cessna 310
- Piper PA-34 Seneca
- Helio Twin Courier
- Partenavia P.68
- Beagle B.206

### Secuencias de designación

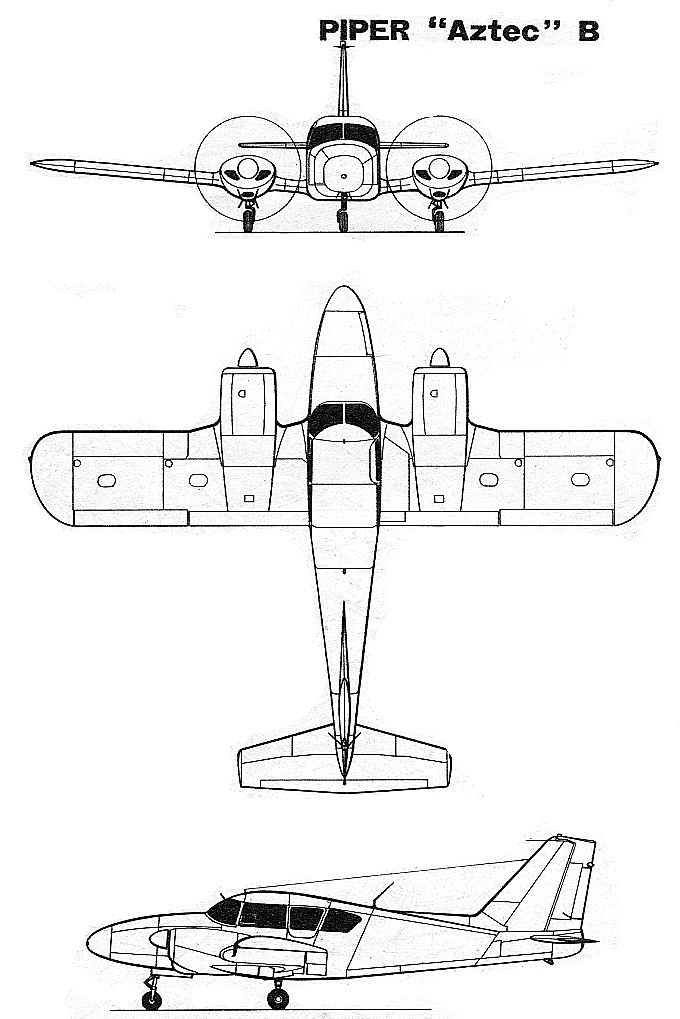
Dibujo 3 vistas del PA-23 Aztec B.

- Secuencia PA-_ (interna de Piper): ← PA-18 - PA-19 - PA-20 - PA-21 - PA-22 - PA-23 - PA-24 - PA-25 - PA-26 - PA-27 - PA-28 - PA-29 - PA-30 -- PA-38 - PA-39 - PA-40 - PA-41 - PA-42 - PA-44  - PA-46 →
- Secuencia U_O (Aviones Utilitarios de la Armada estadounidense, 1955-1962 (Piper, 1955-1962)): UO
- Secuencia U-_ (Aviones Utilitarios estadounidenses, 1962-presente): ← U-8 - U-9 - U-10 - U-11 - U-16 - U-17 - U-18 →
- Secuencia E._ (Aeronaves de Escuela del Ejército del Aire español, 1954-1978): ← E.17 - XE.18 - E.18 - E.19 - E.20 - E.21 - E.22 →
- Secuencia E._ (Aeronaves de Escuela del Ejército del Aire español, 1978-presente): ← E.16 - E.17 - E.18 - E.19 - E.20 - E.22 - E.24 →